# FK Bačka Bačka Palanka
FK Bačka (însârbă : ФК Бачка) sau OFK Bačka este un club de fotbal din Bačka Palanka, Serbia. Clubul a fost înființat în anul 1945 și își dispută meciurile de acasă pe stadionul Slavko Maletin Vava, cu o capacitate de 5500 de spectatori.